# Estela Barnes de Carlotto
Enriqueta Estela Barnes de Carlotto (født 22. oktober 1930) er en argentinsk menneskerettighedsaktivist og præsident for foreningen Bedstemødrene fra Plaza de Mayo.

## Livsforløb

### Ungdom og familietragedie
Enriqueta Estela Barnes blev født i Buenos Aires i en familie med engelske rødder. Familien flyttede til La Plata i 1940, og i 1950 var hun uddannet skolelærer. Hun underviste først i den lille by Brandsen, senere i La Plata, hvor hun på et tidspunkt blev skoleleder. Hun giftede sig med Guido Carlotto, ejer af en farvebutik, og parret fik fire børn.
Den beskidte krig iværksat af militærdiktaturet mod såvel voldelige som ikkevoldelige modstandere ramte først hendes familie i september 1976, da hendes svigersøns søster, María Claudia Falcone, blev bortført i forbindelse med det ulyksalige Blyantsnats-anslag mod venstreorienterede gymnasieelever i La Plata. Carlottos datter, Laura Estela Carlotto, studerede historie på La Plata Universitet og tilhørte den peronistiske studenterbevægelse (JUP) lige som hendes søskende, Claudia og Miguel Guido. JUP havde forbindelse til guerillaorganisationen Montoneros, og medlemmerne var mål for den argentinske antikommunistalliance og diktaturet, der havde taget magten ved et militærkup i marts 1976. Idet hun frygtede for sit liv, forlod Laura Carlotto det hjem, hun delte med sin kæreste, Carlos, 1. august 1977. Hendes mand, Guido Carlotto, blev efterfølgende kidnappet 5. august og blev først løsladt 25. august mod en løsesum på 40 millioner pesos (90.000 USD) og efter at være blevet alvorligt tortureret.
Deres datter, Laura, blev dernæst bortført 16. november 1977 sammen med sin kæreste Carlos. Hun var på det tidspunkt gravid i tredje måned og blev taget til "La Cacha", et hemmeligt forhørscenter i La Plata. Carlotto-familien var venner med Marta Bignone, hvis bror, general Reynaldo Bignone, stod i spidsen for Campo de Mayo-kasernen (han blev senere, i 1982, af diktaturet valgt til landets præsident), og familien søgte gennem ham at få datteren og hendes kæreste løsladt. Bignonen nægtede dog at hjælpe dem.
Laura Carlotto fødte sit barn på militærhospitalet i Buenos Aires 26. juni 1978. Hendes bortførere tog barnet, hvis navn var Guido Carlotto, fra hende, og underordnede under general Guillermo Suárez Mason (der som hærleder havde ansvaret for La Cacha) overbragte familien liget af Laura 25. august 1978; hendes ansigt og underliv var slemt maltrakteret. Som en af ganske få forsvundne personer, der blev bragt tilbage til familien, blev hun begravet 27. august i La Plata. 

### Aktivisme
Efter at hun trak sig tilbage fra sin skolelederpost 30. august 1978, blev Estela de Carlotto medlem af Abuelas Argentinas con Nietitos Desaparecidos (Argentinske Bedstemødre til Forsvundne Børnebørn) fra april 1979. Hun begyndte derpå at lede efter og kræve sit barnebarn løsladt sammen med andre børn kidnappede af militære styrker samt forsvundne børn under diktaturet. Gruppen, som blev grundlagt af Alicia de la Cuadra og 11 andre bedstemødre i tilsvarende situationer i 1977, blev omdøbt til Bedstemødrene fra Plaza de Mayo i 1980. Carlotto blev organisationens vicepræcident og i 1989 præsident.
Hendes søgning efter information ledte hende til São Paulo i Brasilien, hvor kvinder, hvis børn og/eller børnebørn havde lidt samme skæbne, havde dannet foreningen CLAMOR, der havde til formål at skabe opmærksomhed om fortsatte mishandlinger. Mens hun var i São Paulo fik hun at vide af en overlevende fra La Cacha, at en kvinde kendt som "Rita", hvis far ejede en farvehandel, havde født en dreng og sammen med en "Carlos" var blevet løsladt 24. august 1978. Dette rygte fik Estela de Carlotto til at tro, at hendes datter var blevet dræbt umiddelbart efter sin løsladelse.
Det er beregnet, at omkring 500 børn enten blev kidnappet eller fjernet umiddelbart efter at være blevet født af tilbageholdte kvinder under den Beskidte Krig. Det store flertal af disse blev enten solgt eller givet til adoptivforældre, heriblandt en række gerningsmænd eller medskyldige i mordene på deres biologiske forældre. Bedstemødrene fra Plaza de Mayo lokaliserede det første forsvundne barnebarn i 1984. Organisationen sikrede etableringen af den Nationale Gendatabank for Slægtninge til Forsvundne Børn i 1987 samt en National Kommission for Rettet til Identitet, et kontor til støtte for personer, der var i tvivl om baggrunden for deres adoption, i 1992. Carlotto kunne fortælle om fundet af det 100. forsvundne barnebarn 21. december 2009.
Hendes mand, Guido Carlotto, døde i La Plata 21. oktober 2001. Estela de Carlotto modtog FN's pris for menneskerettigheder i 2003. Hun var sammen med præsident Cristina Fernández de Kirchner med til at indvi Jardin des Mères et Grand-mères de la Place de Mai i Paris i 2008. I 2011 instruerede Nicolás Gil Lavedra filmen Verdades verdaderas, la vida de Estela om Carlotto med Susú Pecoraro som den kendte aktivist.
Estela de Carlotto meddelte 5. august 2014, at hendes så længe eftersøgte dattersøn var blevet fundet, efter at han frivilligt havde fået taget en DNA-test. Hendes barnebarn hedder Ignacio Hurban og står i spidsen for et jazzorkester samt leder Brødrene Rossis Musikskole i Olavarría, lige uden for Buenos Aires. Han blev dermed det 114. barnebarn, som fik fundet sin sande identitet via indsatsen fra Bedstemødrene fra Plaza de Mayo. Kort efter nyheden om opdagelsen blev offentlig kendt skiftede han navn til Ignacio Guido Montoya Carlotto.